# Ligue des champions masculine de l'EHF 2015-2016
Navigation
Ligue des champions 2014-2015 Ligue des champions 2016-2017
L'édition 2015-2016 de la Ligue des champions de l'EHF met aux prises 28 équipes européennes. Il s'agit de la 56e édition de la compétition, anciennement Coupe d'Europe des clubs champions, organisée par l'EHF. Cette édition est marquée par la mise en place d'un nouveau format de compétition avec des poules hautes et basses.
Le club polonais du KS Kielce a remporté sa première Ligue des champions en disposant en finale du club hongrois du Veszprém KSE. Pour la première fois depuis 1989, la finale a été disputée ni par un club allemand, ni par un club espagnol.

## Formule
Le 21 mai 2014, le comité exécutif de l'EHF s'est accordé sur la mise en place d'un nouveau format de compétition,.
Qualifications
Vingt-sept équipes sont directement qualifiées (16 en poules hautes et 11 en poules basses) et quatre autres équipes s'affrontent lors d'un tournoi de qualification pour obtenir la dernière place qualificative. Ce tournoi se déroule les 5 et 6 septembre 2015.
Phase de groupe (du 16 septembre 2015 au 6 mars 2016)
Les 28 équipes qualifiées sont réparties en quatre poules, deux poules hautes chacune composée de 8 équipes (groupes A et B) et deux poules basses chacune composée de 6 équipes (groupes C et D). Les matchs se disputent à la manière d'un championnat classique selon un format de matchs aller et retour. Toutefois, les deux types de poules se distinguent par les qualifications octroyées :
- dans les poules hautes (groupes A et B), l'équipe terminant première de sa poule est directement qualifiée pour les quarts de finale, les équipes classées de la 2e à la 6e place sont qualifiées pour les huitièmes de finale et les équipes classées aux 7e et 8e places sont éliminées.
- dans les poules basses (groupes C et D), les deux premières équipes de chaque poules se qualifient pour des demi-finales de qualification en format croisé (premier contre deuxième de l'autre poule) à l'issue desquelles les vainqueurs sont qualifiées pour les huitièmes de finale. Les équipes classées de la 3e à la 6e place sont quant à elles éliminées.

Huitièmes de finale (du 16 au 27 mars 2016)
Douze équipes, dix issues des poules hautes et deux issues des demi-finales de qualification des poules basses, jouent des matchs à élimination directe en matchs aller et retour.
Quarts de finale (du 20 avril 2016 au 1er mai 2016)
Les 6 équipes vainqueurs des huitièmes de finale rejoignent en quarts de finale les deux équipes ayant terminé premières des poules hautes.
Final Four (28 et 29 mai 2016)
Point d'orgue de la saison, le Final Four reste sur le même format que les saisons précédentes. Il se déroule sur deux jours en un lieu unique : les demi-finales se jouent sur la première journée tandis que la finale et le match pour la troisième place se disputent le lendemain lors de la seconde journée.

## Participants
Un total de 31 clubs issus de 23 pays se sont directement qualifiés ou ont obtenu une invitation.

### Équipes qualifiées via leur place en championnat
Conformément au coefficient EHF établi pour la saison 2015/2016 et aux classements obtenus dans leurs championnats respectifs, 25 équipes représentant 23 champions nationaux ainsi que les vices-champions d'Allemagne et d'Espagne sont qualifiés :
| Rang | Pays         | Équipe                   | Statut                                   | Répartition              |
| ---- | ------------ | ------------------------ | ---------------------------------------- | ------------------------ |
| 1    | Allemagne    | THW Kiel                 | 1er du Championnat d'Allemagne           | Poule haute : Groupe A   |
| 1    | Allemagne    | Rhein-Neckar Löwen       | 2e du Championnat d'Allemagne            | Poule haute : Groupe B   |
| 2    | Espagne      | FC Barcelone             | 1er du Championnat d'Espagne             | Poule haute : Groupe B   |
| 2    | Espagne      | Naturhouse La Rioja      | 2e du Championnat d'Espagne              | Poule basse : Groupe C   |
| 3    | France       | Paris Saint-Germain      | 1er du Championnat de France             | Poule haute : Groupe A   |
| 4    | Hongrie      | Veszprém KSE             | 1er du Championnat de Hongrie            | Poule haute : Groupe A   |
| 5    | Danemark     | KIF Copenhague           | 1er du Championnat du Danemark           | Poule haute : Groupe B   |
| 6    | Slovénie     | RK Celje Pivovarna Laško | 1er du Championnat de Slovénie           | Poule haute : Groupe A   |
| 7    | Pologne      | KS Kielce                | 1er du Championnat de Pologne            | Poule haute : Groupe B   |
| 8    | Macédoine    | RK Vardar Skopje         | 1er du Championnat de Macédoine          | Poule haute : Groupe B   |
| 9    | Suède        | IFK Kristianstad         | 1er du Championnat de Suède              | Poule haute : Groupe B   |
| 10   | Biélorussie  | HC Meshkov Brest         | 1er du Championnat de Biélorussie        | Poule basse : Groupe C   |
| 11   | Suisse       | Kadetten Schaffhausen    | 1er du Championnat de Suisse             | Poule basse : Groupe D   |
| 12   | Roumanie     | HC Minaur Baia Mare      | 1er du Championnat de Roumanie           | Poule basse : Groupe D   |
| 13   | Croatie      | RK Zagreb                | 1er du Championnat de Croatie            | Poule haute : Groupe A   |
| 14   | Portugal     | FC Porto Vitalis         | 1er du Championnat du Portugal           | Poule basse : Groupe C   |
| 15   | Russie       | Medvedi Tchekhov         | 1er du Championnat de Russie             | Poule basse : Groupe C   |
| 16   | Ukraine      | HC Motor Zaporijia       | 1er du Championnat d'Ukraine             | Poule basse : Groupe D   |
| 17   | Serbie       | RK Vojvodina Novi Sad    | 1er du Championnat de Serbie             | Poule basse : Groupe C   |
| 18   | Grèce        | PAOK Salonique           | 1er du Championnat de Grèce              | Non participant*         |
| 19   | Slovaquie    | HT Tatran Prešov         | 1er du Championnat de Slovaquie          | Poule basse : Groupe C   |
| 20   | Norvège      | Elverum Handball         | 1er du Championnat de Norvège            | Tournoi de qualification |
| 21   | Turquie      | Beşiktaş JK              | 1er du Championnat de Turquie            | Poule haute : Groupe A   |
| 22   | Israël       | Hapoël Rishon LeZion     | 1er du Championnat d'Israël              | Non participant*         |
| 23   | Bosnie-Herz. | RK Borac Banja Luka      | 1er du Championnat de Bosnie-Herzégovine | Tournoi de qualification |
| 24   | Luxembourg   | HB Dudelange             | 1er du Championnat du Luxembourg         | Non participant*         |
| 25   | Belgique     | United HC Tongeren       | 1er du Championnat de Belgique           | Non participant*         |
| 26   | Pays-Bas     | OCI Limburg Lions Geleen | 1er du Championnat des Pays-Bas          | Tournoi de qualification |
| 27   | Autriche     | Alpla HC Hard            | 1er du Championnat d'Autriche            | Tournoi de qualification |

* La Grèce, le Luxembourg, la Belgique et Israël ont abandonné leur place attribuée d'office.

### Équipes ayant bénéficié d'une invitation
Parallèlement aux clubs directement qualifiés, les clubs qualifiés pour la Coupe de l'EHF ont la possibilité de déposer un dossier auprès de l'EHF pour obtenir une qualification sur invitation (Wild-Card). Ainsi, un total de 12 clubs issus de 9 pays ont fait une demande pour obtenir une invitation. Mais, alors qu’initialement l'EHF avait prévu d’organiser trois tournois de qualification, le fait que quatre fédérations (Belgique, Grèce, Luxembourg et Israël) aient décliné leur participation font alors que 12 clubs devaient être invités pour remplir le quota de place. Finalement, à la surprise de nombreuses personnes, l’EHF a décidé de n’organiser qu’un seul tournoi de qualification. Dès lors, seulement 6 clubs obtiennent une invitation tandis que les 6 autres restent en Coupe de l'EHF :
| Rang | Pays      | Équipe                 | Statut                            | Décision                              |
| ---- | --------- | ---------------------- | --------------------------------- | ------------------------------------- |
| 1    | Allemagne | SG Flensburg-Handewitt | 3e du Championnat d'Allemagne     | Poule haute : Groupe A                |
| 1    | Allemagne | SC Magdebourg          | 4e du Championnat d'Allemagne     | Non retenu, reversé en Coupe de l'EHF |
| 3    | France    | Montpellier Handball   | 2e du Championnat de France       | Poule haute : Groupe B                |
| 3    | France    | Saint-Raphaël VHB      | 3e du Championnat de France       | Non retenu, reversé en Coupe de l'EHF |
| 3    | France    | HBC Nantes             | Vainqueur de la Coupe de la Ligue | Non retenu, reversé en Coupe de l'EHF |
| 4    | Hongrie   | Pick Szeged            | 2e du Championnat de Hongrie      | Poule haute : Groupe B                |
| 5    | Danemark  | Skjern Håndbold        | 2e du Championnat du Danemark     | Poule basse : Groupe D                |
| 6    | Slovénie  | RK Gorenje Velenje     | 2e du Championnat de Slovénie     | Non retenu, reversé en Coupe de l'EHF |
| 7    | Pologne   | Wisła Płock            | 2e du Championnat de Pologne      | Poule haute : Groupe A                |
| 8    | Macédoine | RK Metalurg Skopje     | 2e du Championnat de Macédoine    | Poule basse : Groupe D                |
| 9    | Suède     | Alingsås HK            | 2e du Championnat de Suède        | Non retenu, reversé en Coupe de l'EHF |
| 13   | Croatie   | RK Nexe                | 2e du Championnat de Croatie      | Non retenu, reversé en Coupe de l'EHF |

### Répartition des équipes
Après le tour de qualification, les 28 équipes qualifiées sont réparties entre les poules hautes et basses à partir d'un classement établi selon huit critères, :
- qualité de la salle (capacité, qualité du terrain, commodités pour les supporters et les médias, loges VIP...) ;
- contrats de diffusion TV des pays concernés ;
- classement dans le championnat national ;
- spectateurs (nombre, ambiance...) ;
- performances dans les compétitions européennes sur les trois années précédentes ;
- respect du cahier des charges de l'EHF ;
- utilisation des réseaux sociaux.

Finalement, même si ces répartitions n’ont pas été expliquées au cas par cas par l’EHF, on peut effectivement noter que le Coefficient EHF ne reflète pas à lui seul ces répartitions. Ainsi, l'Allemagne (n°1) compte 3 représentants en poule haute, la France (n°3), la Hongrie (n°4) et la Pologne (n°7) ont deux représentants en poule haute, l'Espagne (n°2), le Danemark (n°5) et la Macédoine (n°8) ont un représentant en poule haute et un en poule basse tandis que la Slovénie (pourtant n°6) n'est représentée que par seul un club en poule haute. À l’opposé, le Beşiktaş JK (Turquie, n°21) a obtenu quant à lui sa qualification en poule haute.

## Phase de qualification

### Tournoi de qualification
Les matchs du tournoi de qualification se déroule à Banja Luka en Bosnie-Herzégovine du 5 au 7 septembre 2015. L'équipe vainqueur de ce tournoi est qualifiée pour la phase de groupe (Poules basses). Les équipes classées 2e et 3e sont reversées au troisième tour de qualification de la Coupe de l'EHF et l’équipe classée 4e est reversée au deuxième tour de qualification de la Coupe de l'EHF. Le tirage des demi-finales a eu lieu le 23 juin 2015.
|  | Demi-finales         | Demi-finales     |                        |    | Finale           | Finale           |
|  | Demi-finales         | Demi-finales     |                        |    | Finale           | Finale           |
|  |                      |                  |                        |    |                  |                  |
|  | 5 septembre 2015     | 5 septembre 2015 |                        |    | 7 septembre 2015 | 7 septembre 2015 |
|  | 5 septembre 2015     | 5 septembre 2015 |                        |    | 7 septembre 2015 | 7 septembre 2015 |
|  | Elverum Handball     | 35               |                        |    | 7 septembre 2015 | 7 septembre 2015 |
|  | Elverum Handball     | 35               |                        |    | 7 septembre 2015 | 7 septembre 2015 |
|  | Limburg Lions Geleen | 30               |                        |    | 7 septembre 2015 | 7 septembre 2015 |
|  | Limburg Lions Geleen | 30               | Elverum Handball       | 28 |                  |                  |
|  | 5 septembre 2015     |                  | Elverum Handball       | 28 |                  |                  |
|  |                      | Alpla HC Hard    | 25                     |    |                  |                  |
|  | Alpla HC Hard        | Alpla HC Hard    | 25                     | 35 |                  |                  |
|  | Alpla HC Hard        |                  |                        | 35 |                  |                  |
|  | RK Borac Banja Luka  | 33               |                        |    |                  |                  |
|  | RK Borac Banja Luka  | 33               | Match pour la 3e place |    |                  |                  |
|  |                      |                  |                        |    |                  |                  |
|  | 7 septembre 2015     |                  |                        |    |                  |                  |
|  |                      |                  |                        |    |                  |                  |
|  | Limburg Lions Geleen | 33               |                        |    |                  |                  |
|  | Limburg Lions Geleen | 33               |                        |    |                  |                  |
|  | RK Borac Banja Luka  | 29               |                        |    |                  |                  |
|  | RK Borac Banja Luka  | 29               |                        |    |                  |                  |

| Rang | Club                 | Compétition                   |
| ---- | -------------------- | ----------------------------- |
| 1    | Elverum Handball     | C1 : poules basses            |
| 2    | Alpla HC Hard        | C3 : 3e tour de qualification |
| 3    | Limburg Lions Geleen | C3 : 3e tour de qualification |
| 4    | RK Borac Banja Luka  | C3 : 2e tour de qualification |

## Phase de groupe
Le tirage au sort de la phase de groupe s'est tenu le 26 juin 2015 à Vienne. 

### Modalités
Les équipes sont départagées selon les critères suivants :
1. Nombre de points marqués,
2. Nombre de points marqués lors des matchs entre les clubs à égalité,
3. Différence de buts,
4. Nombre de buts marqués.

### Poules hautes
L'équipe terminant première de sa poule est directement qualifiée pour les quarts de finale, les équipes classées de la 2e à la 6e place sont qualifiées pour les huitièmes de finale et les équipes classées aux 7e et 8e places sont éliminées. 

#### Composition des chapeaux
| Chapeau 1 | FC Barcelone           | THW Kiel                 |
| Chapeau 2 | Veszprém KSE           | KS Kielce                |
| Chapeau 3 | Paris Saint-Germain    | RK Vardar Skopje         |
| Chapeau 4 | KIF Copenhague         | RK Celje Pivovarna Laško |
| Chapeau 5 | SC Pick Szeged         | Wisła Płock              |
| Chapeau 6 | RK PDD Zagreb          | Rhein-Neckar Löwen       |
| Chapeau 7 | Beşiktaş JK            | IFK Kristianstad         |
| Chapeau 8 | SG Flensburg-Handewitt | Montpellier Handball     |

#### Groupe A
|   | Équipe                   | Pts | J  | G  | N | P  | Bp  | Bc  | Diff |  | Résultats (dom.\ext.)    |       |       |       |       |       |       |       |       |
| - | ------------------------ | --- | -- | -- | - | -- | --- | --- | ---- |  | ------------------------ | ----- | ----- | ----- | ----- | ----- | ----- | ----- | ----- |
| 1 | Paris Saint-Germain      | 24  | 14 | 12 | 0 | 2  | 442 | 389 | 53   |  | Paris Saint-Germain      |       | 29-27 | 35-32 | 37-30 | 34-23 | 29-24 | 32-27 | 40-28 |
| 2 | Veszprém KSE             | 23  | 14 | 11 | 1 | 2  | 402 | 364 | 38   |  | Veszprém KSE             | 28-20 |       | 28-24 | 29-27 | 27-25 | 27-25 | 34-28 | 33-25 |
| 3 | SG Flensburg-Handewitt   | 20  | 14 | 10 | 0 | 3  | 429 | 380 | 49   |  | SG Flensburg-Handewitt   | 39-32 | 28-29 |       | 37-27 | 28-27 | 27-25 | 30-20 | 33-25 |
| 4 | THW Kiel                 | 17  | 14 | 8  | 1 | 5  | 400 | 388 | 12   |  | THW Kiel                 | 26-30 | 25-24 | 27-23 |       | 31-29 | 26-24 | 35-32 | 32-21 |
| 5 | RK Zagreb                | 11  | 14 | 5  | 1 | 8  | 358 | 367 | -9   |  | RK Zagreb                | 23-25 | 20-21 | 23-30 | 29-22 |       | 29-25 | 24-23 | 32-26 |
| 6 | Orlen Wisła Płock        | 8   | 14 | 3  | 2 | 9  | 372 | 397 | -25  |  | Orlen Wisła Płock        | 22-27 | 27-27 | 30-34 | 23-37 | 23-23 |       | 26-31 | 32-26 |
| 7 | RK Celje Pivovarna Laško | 7   | 14 | 3  | 1 | 10 | 385 | 398 | -13  |  | RK Celje Pivovarna Laško | 30-32 | 27-30 | 26-30 | 23-23 | 20-21 | 25-28 |       | 43-29 |
| 8 | Beşiktaş JK              | 2   | 14 | 1  | 0 | 13 | 382 | 487 | -105 |  | Beşiktaş JK              | 30-40 | 34-38 | 26-34 | 27-32 | 32-30 | 29-38 | 24-30 |       |

| Légende liée au classement - Qualifié pour les quarts de finale - Qualifié pour les huitièmes de finale - Éliminé de la compétition | Légende liée aux scores - Victoire à domicile - Match nul - Défaite à domicile |

#### Groupe B
|   | Équipe               | Pts | J  | G  | N | P  | Bp  | Bc  | Diff | Dép |  | Résultats (dom.\ext.) |       |       |       |       |       |       |       |       |
| - | -------------------- | --- | -- | -- | - | -- | --- | --- | ---- | --- |  | --------------------- | ----- | ----- | ----- | ----- | ----- | ----- | ----- | ----- |
| 1 | FC Barcelone         | 23  | 14 | 11 | 1 | 2  | 423 | 372 | 51   | -   |  | FC Barcelone          |       | 31-33 | 31-30 | 26-20 | 30-25 | 37-27 | 34-32 | 28-25 |
| 2 | KS Kielce            | 21  | 14 | 9  | 3 | 2  | 425 | 399 | 26   | -   |  | KS Kielce             | 30-30 |       | 23-20 | 28-27 | 27-26 | 30-23 | 35-27 | 33-31 |
| 3 | RK Vardar Skopje     | 18  | 14 | 9  | 0 | 5  | 416 | 373 | 43   | -   |  | RK Vardar Skopje      | 25-27 | 34-24 |       | 25-19 | 27-23 | 34-26 | 38-31 | 34-24 |
| 4 | Rhein-Neckar Löwen   | 17  | 14 | 8  | 1 | 5  | 369 | 353 | 16   | -   |  | Rhein-Neckar Löwen    | 22-21 | 32-32 | 28-27 |       | 30-25 | 25-21 | 29-20 | 24-20 |
| 5 | SC Pick Szeged       | 15  | 14 | 7  | 1 | 6  | 404 | 390 | 14   | -   |  | SC Pick Szeged        | 28-30 | 31-30 | 29-31 | 30-24 |       | 28-27 | 35-28 | 34-23 |
| 6 | Montpellier Handball | 7   | 14 | 3  | 1 | 10 | 372 | 413 | -41  | 2G  |  | Montpellier Handball  | 23-31 | 27-32 | 25-30 | 28-30 | 29-29 |       | 30-26 | 30-25 |
| 7 | IFK Kristianstad     | 7   | 14 | 3  | 1 | 10 | 409 | 437 | -28  | 2P  |  | IFK Kristianstad      | 24-31 | 35-35 | 25-30 | 32-29 | 32-34 | 29-30 |       | 33-26 |
| 8 | KIF Copenhague       | 4   | 14 | 2  | 0 | 12 | 348 | 429 | -81  | -   |  | KIF Copenhague        | 28-36 | 25-33 | 33-31 | 18-30 | 22-27 | 27-26 | 21-30 |       |

| Légende liée au classement - Qualifié pour les quarts de finale - Qualifié pour les huitièmes de finale - Éliminé de la compétition | Légende liée aux scores - Victoire à domicile - Match nul - Défaite à domicile |

### Poules basses
Les deux premières équipes de chaque poules se qualifient pour des demi-finales de qualification en format croisé (premier contre deuxième de l'autre poule) à l'issue desquelles les vainqueurs sont qualifiées pour les huitièmes de finale. Les équipes classées de la 3e à la 6e place sont quant à elles éliminées.

#### Composition des chapeaux
| Chapeau 1 | Naturhouse La Rioja | RK Metalurg Skopje    |
| Chapeau 2 | HC Meshkov Brest    | Skjern Håndbold       |
| Chapeau 3 | Medvedi Tchekhov    | HC Motor Zaporijia    |
| Chapeau 4 | FC Porto Vitalis    | Kadetten Schaffhausen |
| Chapeau 5 | HC Minaur Baia Mare | RK Vojvodina Novi Sad |
| Chapeau 6 | HT Tatran Prešov    | Elverum Handball      |

#### Groupe C
|   | Équipe                   | Pts | J  | G | N | P | Bp  | Bc  | Diff | Dép |  | Résultats (dom.\ext.) |       |       |       |       |       |       |
| - | ------------------------ | --- | -- | - | - | - | --- | --- | ---- | --- |  | --------------------- | ----- | ----- | ----- | ----- | ----- | ----- |
| 1 | HC Meshkov Brest         | 16  | 10 | 8 | 0 | 2 | 321 | 264 | 57   | /   |  | HC Meshkov Brest      |       | 31-33 | 34-27 | 32-26 | 34-22 | 32-26 |
| 2 | Naturhouse La Rioja*     | 14  | 10 | 7 | 0 | 3 | 298 | 270 | 28   | +3  |  | Naturhouse La Rioja   | 28-32 |       | 30-23 | 30-26 | 31-22 | 37-29 |
| 3 | FC Porto*                | 14  | 10 | 7 | 0 | 3 | 296 | 265 | 31   | -3  |  | FC Porto              | 29-28 | 35-31 |       | 31-27 | 37-15 | 33-23 |
| 4 | Medvedi Tchekhov         | 8   | 10 | 4 | 0 | 6 | 271 | 292 | -21  | /   |  | Medvedi Tchekhov      | 27-33 | 27-26 | 30-29 |       | 34-30 | 29-28 |
| 5 | RK Vojvodina Novi Sad ** | 4   | 10 | 2 | 0 | 8 | 241 | 297 | -56  | +7  |  | RK Vojvodina Novi Sad | 26-35 | 26-31 | 23-27 | 26-24 |       | 24-25 |
| 6 | HT Tatran Prešov**       | 4   | 10 | 2 | 0 | 8 | 242 | 277 | -35  | -7  |  | HT Tatran Prešov      | 20-30 | 19-21 | 24-25 | 27-21 | 19-27 |       |

| Légende liée au classement - Qualifié pour les demi-finales de qualification - Éliminé de la compétition | Légende liée aux scores - Victoire à domicile - Défaite à domicile |

*    Le Naturhouse La Rioja devance le FC Porto à la différence de buts particulière (victoire 30 à 23 et défaite 31 à 35, soit un total de 61 à 58).
**    Le RK Vojvodina Novi Sad devance le HT Tatran Prešov à la différence de buts particulière (victoire 27 à 19 et défaite 24 à 25, soit un total de 51 à 44).

#### Groupe D
|   | Équipe                | Pts | J  | G | N | P | Bp  | Bc  | Diff |  | Résultats (dom.\ext.) |       |       |       |       |       |       |
| - | --------------------- | --- | -- | - | - | - | --- | --- | ---- |  | --------------------- | ----- | ----- | ----- | ----- | ----- | ----- |
| 1 | HC Motor Zaporijia    | 15  | 10 | 7 | 1 | 2 | 296 | 277 | 19   |  | HC Motor Zaporijia    |       | 31-26 | 31-23 | 25-23 | 33-30 | 30-24 |
| 2 | Skjern Håndbold       | 14  | 10 | 6 | 2 | 2 | 293 | 270 | 23   |  | Skjern Håndbold       | 36-36 |       | 25-29 | 32-28 | 34-29 | 20-19 |
| 3 | Kadetten Schaffhausen | 11  | 10 | 5 | 1 | 4 | 270 | 270 | 0    |  | Kadetten Schaffhausen | 30-27 | 24-30 |       | 24-23 | 30-31 | 27-17 |
| 4 | HC Minaur Baia Mare   | 9   | 10 | 3 | 3 | 4 | 264 | 268 | -4   |  | HC Minaur Baia Mare   | 35-30 | 28-28 | 31-31 |       | 24-29 | 21-20 |
| 5 | Elverum Handball      | 7   | 10 | 3 | 1 | 6 | 274 | 289 | -15  |  | Elverum Handball      | 29-30 | 23-37 | 27-28 | 28-28 |       | 29-23 |
| 6 | RK Metalurg Skopje    | 4   | 10 | 2 | 0 | 8 | 209 | 241 | -32  |  | RK Metalurg Skopje    | 21-23 | 24-25 | 28-24 | 21-23 | 22-19 |       |

| Légende liée au classement - Qualifié pour les Demi-finales de qualification - Éliminé de la compétition | Légende liée aux scores - Victoire à domicile - Match nul - Défaite à domicile |

#### Demi-finales de qualification
Le vainqueur de chacune des deux demi-finales de qualification obtient sa qualification pour les huitièmes de finale. Les matchs allers se sont déroulés les 27 et 28 février et les matchs retours le 5 mars :
| Équipe              | Aller   | Total   | Retour  | Équipe             |
| ------------------- | ------- | ------- | ------- | ------------------ |
| Naturhouse La Rioja | 30 – 31 | 67 – 70 | 37 – 39 | HC Motor Zaporijia |
| Skjern Håndbold     | 31 – 31 | 54 – 58 | 23 – 27 | HC Meshkov Brest   |

Le HC Motor Zaporijia et le HC Meshkov Brest sont qualifiés pour les huitièmes de finale.

## Phase finale
Douze équipes, dix issues des poules hautes et deux issues des demi-finales de qualification des poules basses, jouent des matchs à élimination directe en matchs aller et retour. Les 6 équipes victorieuses rejoignent en quarts de finale les deux équipes ayant terminé premières des poules hautes. Concernant le Final Four, un tirage au sort détermine les équipes qui s'affrontent en demi-finales.
| \| Zagreb Mannheim Szeged Kiel Płock Skopje Zaporijia Veszprém Montpellier Flensbourg Brest Kielce Paris Barcelone \| Localisation des clubs qualifiés pour la phase finale. 1/8e de finalistes, 1/4 de finalistes, Demi-finalistes, Finaliste, Vainqueur |
| Zagreb Mannheim Szeged Kiel Płock Skopje Zaporijia Veszprém Montpellier Flensbourg Brest Kielce Paris Barcelone |

|  | Huitièmes de finale | Huitièmes de finale    | Huitièmes de finale            | Huitièmes de finale |               |                        | Quarts de finale | Quarts de finale | Quarts de finale               | Quarts de finale               |                                |                                | Demi-finales (tirage au sort)  | Demi-finales (tirage au sort)  | Demi-finales (tirage au sort)  | Demi-finales (tirage au sort)  |  |  | Finale                         | Finale                         | Finale                         | Finale                         |
|  |                     |                        |                                |                     |               |                        |                  |                  |                                |                                |                                |                                |                                |                                |                                |                                |  |  |                                |                                |                                |                                |
|  | 19 et 27 mars       | 19 et 27 mars          | 19 et 27 mars                  | 19 et 27 mars       |               |                        | 23 et 27 avril   | 23 et 27 avril   | 23 et 27 avril                 | 23 et 27 avril                 |                                |                                | 28 mai, Lanxess Arena, Cologne | 28 mai, Lanxess Arena, Cologne | 28 mai, Lanxess Arena, Cologne | 28 mai, Lanxess Arena, Cologne |  |  | 29 mai, Lanxess Arena, Cologne | 29 mai, Lanxess Arena, Cologne | 29 mai, Lanxess Arena, Cologne | 29 mai, Lanxess Arena, Cologne |
|  | B6                  | Montpellier Handball   | 27                             | 30                  |               |                        | 23 et 27 avril   | 23 et 27 avril   | 23 et 27 avril                 | 23 et 27 avril                 |                                |                                | 28 mai, Lanxess Arena, Cologne | 28 mai, Lanxess Arena, Cologne | 28 mai, Lanxess Arena, Cologne | 28 mai, Lanxess Arena, Cologne |  |  | 29 mai, Lanxess Arena, Cologne | 29 mai, Lanxess Arena, Cologne | 29 mai, Lanxess Arena, Cologne | 29 mai, Lanxess Arena, Cologne |
|  | B6                  | Montpellier Handball   | 27                             | 30                  |               |                        | 23 et 27 avril   | 23 et 27 avril   | 23 et 27 avril                 | 23 et 27 avril                 |                                |                                | 28 mai, Lanxess Arena, Cologne | 28 mai, Lanxess Arena, Cologne | 28 mai, Lanxess Arena, Cologne | 28 mai, Lanxess Arena, Cologne |  |  | 29 mai, Lanxess Arena, Cologne | 29 mai, Lanxess Arena, Cologne | 29 mai, Lanxess Arena, Cologne | 29 mai, Lanxess Arena, Cologne |
|  | A3                  | SG Flensburg-Handewitt | 28                             | 31                  |               |                        | 23 et 27 avril   | 23 et 27 avril   | 23 et 27 avril                 | 23 et 27 avril                 |                                |                                | 28 mai, Lanxess Arena, Cologne | 28 mai, Lanxess Arena, Cologne | 28 mai, Lanxess Arena, Cologne | 28 mai, Lanxess Arena, Cologne |  |  | 29 mai, Lanxess Arena, Cologne | 29 mai, Lanxess Arena, Cologne | 29 mai, Lanxess Arena, Cologne | 29 mai, Lanxess Arena, Cologne |
|  | A3                  | SG Flensburg-Handewitt | 28                             | 31                  | A3            | SG Flensburg-Handewitt | 28               | 28               |                                |                                |                                |                                | 28 mai, Lanxess Arena, Cologne | 28 mai, Lanxess Arena, Cologne | 28 mai, Lanxess Arena, Cologne | 28 mai, Lanxess Arena, Cologne |  |  | 29 mai, Lanxess Arena, Cologne | 29 mai, Lanxess Arena, Cologne | 29 mai, Lanxess Arena, Cologne | 29 mai, Lanxess Arena, Cologne |
|  | 19 et 26 mars       |                        |                                |                     | A3            | SG Flensburg-Handewitt | 28               | 28               |                                |                                |                                |                                | 28 mai, Lanxess Arena, Cologne | 28 mai, Lanxess Arena, Cologne | 28 mai, Lanxess Arena, Cologne | 28 mai, Lanxess Arena, Cologne |  |  | 29 mai, Lanxess Arena, Cologne | 29 mai, Lanxess Arena, Cologne | 29 mai, Lanxess Arena, Cologne | 29 mai, Lanxess Arena, Cologne |
|  |                     |                        | B2                             | KS Kielce           | 28            | 29                     |                  |                  |                                |                                |                                |                                | 28 mai, Lanxess Arena, Cologne | 28 mai, Lanxess Arena, Cologne | 28 mai, Lanxess Arena, Cologne | 28 mai, Lanxess Arena, Cologne |  |  | 29 mai, Lanxess Arena, Cologne | 29 mai, Lanxess Arena, Cologne | 29 mai, Lanxess Arena, Cologne | 29 mai, Lanxess Arena, Cologne |
|  | K2                  | HC Meshkov Brest       | B2                             | KS Kielce           | 28            | 29                     | 28               | 30               |                                |                                |                                |                                | 28 mai, Lanxess Arena, Cologne | 28 mai, Lanxess Arena, Cologne | 28 mai, Lanxess Arena, Cologne | 28 mai, Lanxess Arena, Cologne |  |  | 29 mai, Lanxess Arena, Cologne | 29 mai, Lanxess Arena, Cologne | 29 mai, Lanxess Arena, Cologne | 29 mai, Lanxess Arena, Cologne |
|  | K2                  | HC Meshkov Brest       | 23 avril et 1er mai            |                     |               |                        | 28               | 30               |                                |                                |                                |                                | 28 mai, Lanxess Arena, Cologne | 28 mai, Lanxess Arena, Cologne | 28 mai, Lanxess Arena, Cologne | 28 mai, Lanxess Arena, Cologne |  |  | 29 mai, Lanxess Arena, Cologne | 29 mai, Lanxess Arena, Cologne | 29 mai, Lanxess Arena, Cologne | 29 mai, Lanxess Arena, Cologne |
|  | B2                  | KS Kielce              | 32                             | 33                  |               |                        |                  |                  |                                |                                |                                |                                | 28 mai, Lanxess Arena, Cologne | 28 mai, Lanxess Arena, Cologne | 28 mai, Lanxess Arena, Cologne | 28 mai, Lanxess Arena, Cologne |  |  | 29 mai, Lanxess Arena, Cologne | 29 mai, Lanxess Arena, Cologne | 29 mai, Lanxess Arena, Cologne | 29 mai, Lanxess Arena, Cologne |
|  | B2                  | KS Kielce              | 32                             | 33                  | B2            | KS Kielce              | 28               | 28               |                                |                                |                                |                                |                                |                                |                                |                                |  |  | 29 mai, Lanxess Arena, Cologne | 29 mai, Lanxess Arena, Cologne | 29 mai, Lanxess Arena, Cologne | 29 mai, Lanxess Arena, Cologne |
|  | 19 et 27 mars       |                        |                                |                     | B2            | KS Kielce              | 28               | 28               |                                |                                |                                |                                |                                |                                |                                |                                |  |  | 29 mai, Lanxess Arena, Cologne | 29 mai, Lanxess Arena, Cologne | 29 mai, Lanxess Arena, Cologne | 29 mai, Lanxess Arena, Cologne |
|  |                     |                        | A1                             | Paris Saint-Germain | 26            | 26                     |                  |                  |                                |                                |                                |                                |                                |                                |                                |                                |  |  | 29 mai, Lanxess Arena, Cologne | 29 mai, Lanxess Arena, Cologne | 29 mai, Lanxess Arena, Cologne | 29 mai, Lanxess Arena, Cologne |
|  | A5                  | RK Zagreb              | A1                             | Paris Saint-Germain | 26            | 26                     | 23               | 31               |                                |                                |                                |                                |                                |                                |                                |                                |  |  | 29 mai, Lanxess Arena, Cologne | 29 mai, Lanxess Arena, Cologne | 29 mai, Lanxess Arena, Cologne | 29 mai, Lanxess Arena, Cologne |
|  | A5                  | RK Zagreb              | 28 mai, Lanxess Arena, Cologne |                     |               |                        | 23               | 31               |                                |                                |                                |                                |                                |                                |                                |                                |  |  | 29 mai, Lanxess Arena, Cologne | 29 mai, Lanxess Arena, Cologne | 29 mai, Lanxess Arena, Cologne | 29 mai, Lanxess Arena, Cologne |
|  | B4                  | Rhein-Neckar Löwen     | 24                             | 29                  |               |                        |                  |                  |                                |                                |                                |                                |                                |                                |                                |                                |  |  | 29 mai, Lanxess Arena, Cologne | 29 mai, Lanxess Arena, Cologne | 29 mai, Lanxess Arena, Cologne | 29 mai, Lanxess Arena, Cologne |
|  | B4                  | Rhein-Neckar Löwen     | 24                             | 29                  | A5            | RK Zagreb              | 20               | 32               |                                |                                |                                |                                |                                |                                |                                |                                |  |  | 29 mai, Lanxess Arena, Cologne | 29 mai, Lanxess Arena, Cologne | 29 mai, Lanxess Arena, Cologne | 29 mai, Lanxess Arena, Cologne |
|  |                     |                        |                                |                     | A5            | RK Zagreb              | 20               | 32               |                                |                                |                                |                                |                                |                                |                                |                                |  |  | 29 mai, Lanxess Arena, Cologne | 29 mai, Lanxess Arena, Cologne | 29 mai, Lanxess Arena, Cologne | 29 mai, Lanxess Arena, Cologne |
|  |                     |                        | A1                             | Paris Saint-Germain | 28            | 32                     |                  |                  |                                |                                |                                |                                |                                |                                |                                |                                |  |  | 29 mai, Lanxess Arena, Cologne | 29 mai, Lanxess Arena, Cologne | 29 mai, Lanxess Arena, Cologne | 29 mai, Lanxess Arena, Cologne |
|  |                     |                        |                                |                     | 28            | 32                     |                  |                  |                                |                                |                                |                                |                                |                                |                                |                                |  |  | 29 mai, Lanxess Arena, Cologne | 29 mai, Lanxess Arena, Cologne | 29 mai, Lanxess Arena, Cologne | 29 mai, Lanxess Arena, Cologne |
|  |                     | 24 et 30 avril         |                                |                     |               |                        |                  |                  |                                |                                |                                |                                |                                |                                |                                |                                |  |  | 29 mai, Lanxess Arena, Cologne | 29 mai, Lanxess Arena, Cologne | 29 mai, Lanxess Arena, Cologne | 29 mai, Lanxess Arena, Cologne |
|  |                     |                        |                                |                     |               |                        |                  |                  |                                |                                |                                |                                |                                |                                |                                |                                |  |  | 29 mai, Lanxess Arena, Cologne | 29 mai, Lanxess Arena, Cologne | 29 mai, Lanxess Arena, Cologne | 29 mai, Lanxess Arena, Cologne |
|  | B2                  | KS Kielce              | 39tab                          | 39tab               |               |                        |                  |                  |                                |                                |                                |                                |                                |                                |                                |                                |  |  |                                |                                |                                |                                |
|  | B2                  | KS Kielce              | 39tab                          | 39tab               | 20 et 23 mars |                        |                  |                  |                                |                                |                                |                                |                                |                                |                                |                                |  |  |                                |                                |                                |                                |
|  |                     |                        | A2                             | Veszprém KSE        | 38            | 38                     |                  |                  |                                |                                |                                |                                |                                |                                |                                |                                |  |  |                                |                                |                                |                                |
|  | B5                  | SC Pick Szeged         | A2                             | Veszprém KSE        | 38            | 38                     | 33               | 29               |                                |                                |                                |                                |                                |                                |                                |                                |  |  |                                |                                |                                |                                |
|  | B5                  | SC Pick Szeged         |                                |                     |               |                        |                  | 29               |                                |                                |                                |                                |                                |                                |                                |                                |  |  |                                |                                |                                |                                |
|  | A4                  | THW Kiel               | 29                             | 36                  |               |                        |                  |                  |                                |                                |                                |                                |                                |                                |                                |                                |  |  |                                |                                |                                |                                |
|  | A4                  | THW Kiel               | 29                             | 36                  | A4            | THW Kiel               | 29               | 30               |                                |                                |                                |                                |                                |                                |                                |                                |  |  |                                |                                |                                |                                |
|  |                     |                        |                                |                     | A4            | THW Kiel               | 29               | 30               |                                |                                |                                |                                |                                |                                |                                |                                |  |  |                                |                                |                                |                                |
|  |                     |                        | B1                             | FC Barcelone        | 24            | 33                     |                  |                  |                                |                                |                                |                                |                                |                                |                                |                                |  |  |                                |                                |                                |                                |
|  |                     |                        |                                |                     | 24            | 33                     |                  |                  |                                |                                |                                |                                |                                |                                |                                |                                |  |  |                                |                                |                                |                                |
|  |                     | 23 et 30 avril         |                                |                     |               |                        |                  |                  |                                |                                |                                |                                |                                |                                |                                |                                |  |  |                                |                                |                                |                                |
|  |                     |                        |                                |                     |               |                        |                  |                  |                                |                                |                                |                                |                                |                                |                                |                                |  |  |                                |                                |                                |                                |
|  | A4                  | THW Kiel               | 28                             | 28                  |               |                        |                  |                  |                                |                                |                                |                                |                                |                                |                                |                                |  |  |                                |                                |                                |                                |
|  | A4                  | THW Kiel               | 28                             | 28                  | 16 et 26 mars |                        |                  |                  |                                |                                |                                |                                |                                |                                |                                |                                |  |  |                                |                                |                                |                                |
|  |                     |                        | A2                             | Veszprém KSE        | 31ap          | 31ap                   |                  |                  |                                |                                |                                |                                |                                |                                |                                |                                |  |  |                                |                                |                                |                                |
|  | A6                  | Wisła Płock            | A2                             | Veszprém KSE        | 31ap          | 31ap                   | 30               | 24               |                                |                                |                                |                                |                                |                                |                                |                                |  |  |                                |                                |                                |                                |
|  | A6                  | Wisła Płock            |                                |                     |               |                        |                  | 24               |                                |                                |                                |                                |                                |                                |                                |                                |  |  |                                |                                |                                |                                |
|  | B3                  | Vardar Skopje          | 30                             | 25                  |               |                        |                  |                  |                                |                                |                                |                                |                                |                                |                                |                                |  |  |                                |                                |                                |                                |
|  | B3                  | Vardar Skopje          | 30                             | 25                  | B3            | Vardar Skopje          | 26               | 30               | Troisième place                | Troisième place                | Troisième place                | Troisième place                |                                |                                |                                |                                |  |  |                                |                                |                                |                                |
|  | 19 et 26 mars       |                        |                                |                     | B3            | Vardar Skopje          | 26               | 30               | Troisième place                | Troisième place                | Troisième place                | Troisième place                |                                |                                |                                |                                |  |  |                                |                                |                                |                                |
|  |                     |                        | A2                             | Veszprém KSE        | 29            | 30                     |                  |                  | 29 mai, Lanxess Arena, Cologne | 29 mai, Lanxess Arena, Cologne | 29 mai, Lanxess Arena, Cologne | 29 mai, Lanxess Arena, Cologne |                                |                                |                                |                                |  |  |                                |                                |                                |                                |
|  | K1                  | HC Motor Zaporijjia    | A2                             | Veszprém KSE        | 29            | 30                     | 24               | 28               | 29 mai, Lanxess Arena, Cologne | 29 mai, Lanxess Arena, Cologne | 29 mai, Lanxess Arena, Cologne | 29 mai, Lanxess Arena, Cologne |                                |                                |                                |                                |  |  |                                |                                |                                |                                |
|  | K1                  | HC Motor Zaporijjia    |                                |                     |               |                        |                  | 28               |                                |                                | A1                             | Paris Saint-Germain            | 29                             | 29                             |                                |                                |  |  |                                |                                |                                |                                |
|  | A2                  | Veszprém KSE           | 29                             | 41                  |               |                        |                  |                  |                                |                                | A1                             | Paris Saint-Germain            | 29                             | 29                             |                                |                                |  |  |                                |                                |                                |                                |
|  | A2                  | Veszprém KSE           | 29                             | 41                  | A4            | THW Kiel               | 27               | 27               |                                |                                |                                |                                |                                |                                |                                |                                |  |  |                                |                                |                                |                                |
|  |                     |                        |                                |                     |               |                        |                  |                  |                                |                                |                                |                                |                                |                                |                                |                                |  |  |                                |                                |                                |                                |

Remarques
Le classement indiqué devant chaque équipe est celui du la poule haute (par exemple, A4 signifie 4e de la poule A). De plus, K1 et K2 désignent les deux équipes issues demi-finales de qualification.
L'équipe la mieux classée reçoit au match retour.

### Huitièmes de finale
Les huitièmes de finale se déroulent du 16 au 20 mars et du 23 au 27 mars 2016.
| Équipe               | Aller   | Total   | Retour  | Équipe                 |
| -------------------- | ------- | ------- | ------- | ---------------------- |
| HC Motor Zaporijia   | 24 – 29 | 52 – 70 | 28 – 41 | Veszprém KSE           |
| HC Meshkov Brest     | 28 – 32 | 58 – 65 | 30 – 33 | KS Kielce              |
| Montpellier Handball | 27 – 28 | 57 – 59 | 30 – 31 | SG Flensburg-Handewitt |
| Wisła Płock          | 30 – 30 | 54 – 55 | 24 – 25 | RK Vardar Skopje       |
| SC Pick Szeged       | 33 – 29 | 62 – 65 | 29 – 36 | THW Kiel               |
| RK Zagreb            | 23 – 24 | 54 – 53 | 31 – 29 | Rhein-Neckar Löwen     |

### Quarts de finale
Les quarts de finale se disputeront entre le 23 avril et le 1er mai 2016.
| Équipe                 | Aller   | Total   | Retour  | Équipe              |
| ---------------------- | ------- | ------- | ------- | ------------------- |
| RK Zagreb              | 20 – 28 | 52 – 60 | 32 – 32 | Paris Saint-Germain |
| THW Kiel               | 29 – 24 | 59 – 57 | 30 – 33 | FC Barcelone        |
| RK Vardar Skopje       | 26 – 29 | 56 – 59 | 30 – 30 | Veszprém KSE        |
| SG Flensburg-Handewitt | 28 – 28 | 56 – 57 | 28 – 29 | KS Kielce           |

### Final Four
Le Final Four aura lieu dans la Lanxess Arena de Cologne, les 28 et 29 mai 2016.
|  | Demi-finales                | Demi-finales                |                        |       | Finale             | Finale             |
|  | Demi-finales                | Demi-finales                |                        |       | Finale             | Finale             |
|  |                             |                             |                        |       |                    |                    |
|  | 28 mai 2016, Cologne, 15h15 | 28 mai 2016, Cologne, 15h15 |                        |       | 29 mai 2016, 18h00 | 29 mai 2016, 18h00 |
|  | 28 mai 2016, Cologne, 15h15 | 28 mai 2016, Cologne, 15h15 |                        |       | 29 mai 2016, 18h00 | 29 mai 2016, 18h00 |
|  | KS Kielce                   | 28                          |                        |       | 29 mai 2016, 18h00 | 29 mai 2016, 18h00 |
|  | KS Kielce                   | 28                          |                        |       | 29 mai 2016, 18h00 | 29 mai 2016, 18h00 |
|  | Paris Saint-Germain         | 26                          |                        |       | 29 mai 2016, 18h00 | 29 mai 2016, 18h00 |
|  | Paris Saint-Germain         | 26                          | KS Kielce              | 39tab |                    |                    |
|  | 28 mai 2016, 18h00          |                             | KS Kielce              | 39tab |                    |                    |
|  |                             | Veszprém KSE                | 38                     |       |                    |                    |
|  | THW Kiel                    | Veszprém KSE                | 38                     | 28    |                    |                    |
|  | THW Kiel                    |                             |                        | 28    |                    |                    |
|  | Veszprém KSE                | 31ap                        |                        |       |                    |                    |
|  | Veszprém KSE                | 31ap                        | Match pour la 3e place |       |                    |                    |
|  |                             |                             |                        |       |                    |                    |
|  | 29 mai 2016, 15h15          |                             |                        |       |                    |                    |
|  |                             |                             |                        |       |                    |                    |
|  | Paris Saint-Germain         | 29                          |                        |       |                    |                    |
|  | Paris Saint-Germain         | 29                          |                        |       |                    |                    |
|  | THW Kiel                    | 27                          |                        |       |                    |                    |
|  | THW Kiel                    | 27                          |                        |       |                    |                    |

## Les champions d'Europe
| Champion d'Europe - Ligue des champions 2015-2016 KS Kielce 1er titre |

## Statistiques et récompenses

### Équipe-type
| Landin Štrlek Stojković Marguč Ilić Bombač K. Lazarov Meilleur défenseur : Timuzsin Schuch Meilleur espoir : Darko Ðukić Meilleur entraîneur : Xavier Sabaté Meilleur buteur : Mikkel Hansen (141 buts) |
| Équipe-type des internautes |
| Landin Štrlek Stojković Marguč Ilić Bombač K. Lazarov Meilleur défenseur : Timuzsin Schuch Meilleur espoir : Darko Ðukić Meilleur entraîneur : Xavier Sabaté Meilleur buteur : Mikkel Hansen (141 buts) |

Le 27 mai 2016, à la veille du Final Four, l'équipe-type de la Ligue des champions 2015-2016 a été désignée par 81 476 internautes :
| Poste          | Joueur                 | Club             | Pourcentage |
| -------------- | ---------------------- | ---------------- | ----------- |
| Gardien de but | Niklas Landin Jacobsen | THW Kiel         | 27,18 %     |
| Ailier gauche  | Manuel Štrlek          | KS Kielce        | 22,71 %     |
| Arrière gauche | Momir Ilić             | Veszprém KSE     | 25,16 %     |
| Demi-centre    | Dean Bombač            | SC Pick Szeged   | 24,61 %     |
| Pivot          | Rastko Stojković       | HC Meshkov Brest | 55,94 %     |
| Arrière droit  | Kiril Lazarov          | FC Barcelone     | 25,54 %     |
| Ailier droit   | Gašper Marguč          | Veszprém KSE     | 25,16 %     |
| Défenseur      | Timuzsin Schuch        | Veszprém KSE     | 27,65 %     |
| Espoir         | Darko Ðukić            | Besiktas JK      | 40,01 %     |
| Entraîneur     | Xavier Sabaté          | Veszprém KSE     | 27,28 %     |

De plus, tous les entraîneurs ont été interrogés pour désigner leur équipe-type (un joueur par poste en dehors des joueurs de sa propre équipe), le meilleur entraîneur (3 votes) et leur salle préférée en termes d’ambiance :
| Landin Gensheimer Aguinagalde Abalo Hansen Karabatic Nagy Meilleur entraîneur : Talant Dujshebaev Meilleure salle : Veszprém Aréna |
| Équipe-type selon les entraîneurs.                                                                                                 |
| Landin Gensheimer Aguinagalde Abalo Hansen Karabatic Nagy Meilleur entraîneur : Talant Dujshebaev Meilleure salle : Veszprém Aréna |

| Catégorie               | Joueur                                | Catégorie            | Joueur                                  |
| Meilleur gardien de but | Niklas Landin Jacobsen (THW Kiel, 7)  | Meilleur pivot       | Julen Aguinagalde (KS Kielce, 17)       |
| Meilleur gardien de but | Arpad Šterbik (RK Vardar Skopje, 6)   | Meilleur pivot       | Cédric Sorhaindo (FC Barcelone, 2)      |
| Meilleur gardien de but | Thierry Omeyer (Paris S-G, 4)         | Meilleur pivot       | René Toft Hansen (THW Kiel, 2)          |
| Meilleur arrière gauche | Mikkel Hansen (Paris S-G, 12)         | Meilleur demi-centre | Nikola Karabatic (Paris S-G, 11)        |
| Meilleur arrière gauche | Momir Ilić (Veszprém KSE, 6)          | Meilleur demi-centre | Uroš Zorman (KS Kielce, 5)              |
| Meilleur arrière gauche | Domagoj Duvnjak (THW Kiel, 4)         | Meilleur demi-centre | Aron Pálmarsson (Veszprém KSE, 4)       |
| Meilleur arrière droit  | László Nagy (Veszprém KSE, 15)        | Meilleur entraîneur  | Talant Dujshebaev (KS Kielce, 13)       |
| Meilleur arrière droit  | Luka Stepančić (RK Zagreb, 2)         | Meilleur entraîneur  | Ljubomir Vranjes (Flensburg, 9)         |
| Meilleur arrière droit  | Kiril Lazarov (FC Barcelone, 2)       | Meilleur entraîneur  | Raúl González (RK Vardar Skopje, 6)     |
| Meilleur arrière droit  | Holger Glandorf (Flensburg, 2)        | Meilleur entraîneur  | Alfreð Gíslason (THW Kiel, 6)           |
| Meilleur ailier gauche  | Uwe Gensheimer (RN Löwen, 10)         | Meilleur entraîneur  | Veselin Vujović (RK Zagreb, 6)          |
| Meilleur ailier gauche  | Cristian Ugalde (Veszprém KSE, 4)     | Meilleur entraîneur  | Javier Sabaté (Veszprém KSE, 4)         |
| Meilleur ailier gauche  | Guðjón Valur Sigurðsson (RN Löwen, 3) | Meilleur entraîneur  | Xavi Pascual (FC Barcelone, 4)          |
| Meilleur ailier gauche  | Timour Dibirov (RK Vardar Skopje, 3)  | Meilleur entraîneur  | Juan Carlos Pastor (Pick Szeged, 4)     |
| Meilleur ailier droit   | Luc Abalo (Paris Saint-Germain, 7)    | Meilleure salle      | Veszprém Aréna (Veszprém KSE, 10)       |
| Meilleur ailier droit   | Victor Tomas (FC Barcelone, 4)        | Meilleure salle      | Sparkassen-Arena (THW Kiel, 6)          |
| Meilleur ailier droit   | Tobias Reichmann (KS Kielce, 4)       | Meilleure salle      | CS Yané Sandanski (RK Vardar Skopje, 5) |
| Meilleur ailier droit   | Lasse Svan Hansen (Flensburg, 3)      | Meilleure salle      | Hala Legionów w Kielcach (KS Kielce, 4) |
| Meilleur ailier droit   | Blaž Janc (RK Celje, 3)               | Meilleure salle      | Lanxess Arena (Final-Four Cologne, 3)   |

On peut remarquer que seul Niklas Landin Jacobsen fait l'unanimité entre les internautes et les entraîneurs. À l'inverse, Manuel Štrlek, Dean Bombač, Rastko Stojković et Gašper Marguč, plébiscités par les internautes, n’ont pas été nommés par les entraîneurs.

### Statistiques
À l'issue de la compétition, les meilleurs buteurs, hors tours de qualification, sont :
| Rang | Joueur           | Club                   | Buts | MJ | Moy. |
| ---- | ---------------- | ---------------------- | ---- | -- | ---- |
| 1    | Mikkel Hansen    | Paris Saint-Germain    | 141  | 18 | 7,8  |
| 2    | Momir Ilić       | Veszprém KSE           | 120  | 19 | 6,3  |
| 3    | Kiril Lazarov    | FC Barcelone           | 109  | 16 | 6,8  |
| 4    | Marko Vujin      | THW Kiel               | 103  | 20 | 5,0  |
| 5    | Dean Bombač      | SC Pick Szeged         | 101  | 16 | 6,3  |
| 6    | Domagoj Duvnjak  | THW Kiel               | 93   | 19 | 4,9  |
| 6    | Michal Jurecki   | KS Kielce              | 93   | 20 | 4,7  |
| 8    | Barys Pukhouski  | HC Motor Zaporijia     | 90   | 14 | 6,4  |
| 8    | Anders Eggert    | SG Flensburg-Handewitt | 90   | 18 | 5,0  |
| 8    | Nikola Karabatic | Paris Saint-Germain    | 90   | 18 | 5,0  |

Remarque : avec 141 buts marqués, Mikkel Hansen bat le record du nombre de buts marqués sur une saison.